# 圣莱热 (加来海峡省)
圣莱热（法語：Saint-Léger，法語發音：[sɛ̃ leʒe] ⓘ）是法国上法蘭西大區加来海峡省的一个市镇，属于阿拉斯区。

## 地理
圣莱热（50°11'10"N, 2°51'28"E）面积7.47 平方千米，位于法国上法蘭西大區加来海峡省，该省份为法国北部沿海省份，西北濒北海，南至索姆省，东临北部省。
与圣莱热接壤的市镇（或旧市镇、城区）包括：布瓦里贝克雷勒、布瓦耶勒、克鲁瓦西耶、埃库圣曼、埃尔维莱尔、科热勒河畔埃南、莫里。

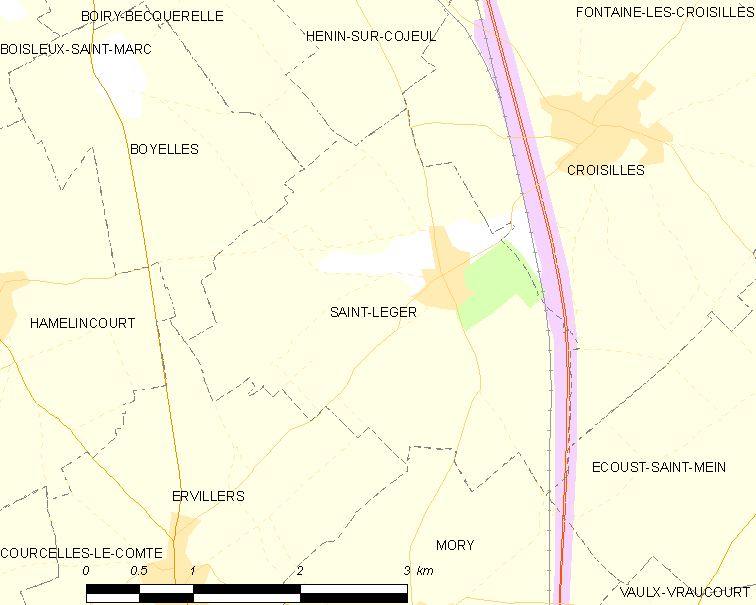
的OSM定位图

圣莱热的时区为UTC+01:00、UTC+02:00（夏令时）。

## 行政
圣莱热的邮政编码为62128，INSEE市镇编码为62754。

## 政治
圣莱热所属的省级选区为巴波姆县。

## 人口

1962-2008年间人口变化图示

圣莱热于2022年1月1日时的人口数量为527人。